# Рястка Гуссона
Рястка Гуссона (Ornithogalum gussonei) — вид рослин з родини холодкових (Asparagaceae), поширений на півдні Європи.

## Опис
Багаторічна цибулинна рослина 10–20 см заввишки. Від цибулини відходять вузьколінійні сірувато-зелені листки, а між ними піднімається струнке стебло, уквітчане сніжно-білими квітками-зірочками, зібраними у щиткоподібне 5–10-квіткове суцвіття. Плід — коробочка. Цвіте в квітні — травні.

## Поширення
Поширений на півдні Європи.
Росте в степах, на схилах, у чагарниках у лісостепових, степових районах, трапляється в Закарпатті.